# Dragoljub Velimirović
Dragoljub Velimirović  est un joueur d'échecs yougoslave puis serbe  né le 12 mai 1942 à Valjevo, et mort le 22 mai 2014 à Belgrade. Grand maître international depuis 1973, il est connu pour son style énergique et ses sacrifices.

## Biographie et carrière

### Champion de Yougoslavie
La mère de Velimirović fut la première championne de Yougoslavie.
Dragoljub Velimirović participa à vingt championnats de Yougoslavie. Champion de Yougoslavie à trois reprises (en 1970, 1975 et 1997), il obtint le titre de maître international en 1972 et celui de grand maître en 1973.

### Olympiades et championnat du monde par équipes
Velimerovic a participé à six olympiades d'échecs (1974, 1978, 1982 et de 1986 à 1990). En 1974, lors de sa première participation, à l'olympiade d'échecs de 1974, il marqua 9 points sur 12 (75 %) et remporta une médaille d'argent individuelle (comme échiquier de réserve) et une médaille d'argent par équipe. En 1989, lors du championnat du monde d'échecs par équipes à Lucerne, il remporta une médaille d'argent par équipe (il jouait au quatrième échiquier).

### Tournois internationaux
Il a remporté les tournois de :
- Vranjska Banja 1973 ;
- Albufeira 1978 (devant Ljubojević) ;
- Praia da Rocha 1978 (tournoi zonal) ;
- Zemun 1980 (ex æquo avec Milan Vukić) ;
- Budva 1981 (tournoi zonal) ;
- Subotica 1984 ;
- Titograd 1984 (ex æquo avec Viktor Kortchnoï) ;
- Vrsac (en 1985 et 1987) ;
- Metz 1988 ;
- Niksic 1994 et
- Bijeljina 2001.

Il finit deuxième des tournois de Skopje 1972 (derrière Lev Polougaïevski) et Novi Sad 1976 (derrière Jan Smejkal).
Dragoljub Velimirović a participé à trois tournois interzonaux : Rio de Janeiro 1979 (il finit 13e-14e), Moscou 1982 (10e) et Szirák 1987 (11e-12e).

## Théorie des ouvertures
Cet article utilise la notation algébrique pour décrire des coups du jeu d'échecs.
Son nom a été donné à une variante de la défense sicilienne : l'attaque Velimirovic  qu'il employa à partir de 1962 (1. e4 c5 ; 2. Cf3 d6 ; 3. d4 cxd4 ; 4. Cxd4 Cf6 ; 5. Cc3 Cc6 ; 6. Fc4 e6 ; 7. Fe3 Fe7 ; 8. De2 ... suivi de 9. 0-0-0).